# Chasse à l'homme (X-Files)
Chasse à l'homme (Within et Without) est un double épisode constituant les 1er et 2e épisodes de la saison 8 de la série télévisée X-Files. Dans cet épisode, qui fait partie de l'arc mythologique de la série, le FBI confie à l'agent John Doggett l'enquête sur la disparition de Mulder tandis que Scully et Skinner mènent leur propre investigation en parallèle.
Le tournage est endeuillé par la mort d'un technicien de plateau. L'épisode est marqué par l'apparition d'un nouveau personnage principal, le générique étant changé pour l'occasion pour la première fois depuis le début de la série. Il a obtenu des critiques globalement favorables.

## Résumé

### Première partie
Scully et Skinner apprennent avec stupéfaction qu'Alvin Kersh a décidé de lancer une chasse à l'homme à grande échelle pour retrouver Mulder sans les prévenir ni les associer à l'enquête, Kersh ayant confié à l'agent John Doggett le soin de la diriger. La première rencontre entre Scully et Doggett se passe très mal, Doggett essayant de la pousser à se confier tout en lui cachant son identité. Skinner fait appel aux Lone Gunmen pour qu'ils l'aident à retrouver Mulder, tandis que ce dernier subit des expériences très douloureuses dans un vaisseau spatial.
Le passe de Mulder est utilisé par un inconnu pour accéder au bureau des affaires non classées, Skinner étant considéré comme le principal suspect car il est la dernière personne à l'avoir vu. De son côté, Doggett découvre que Mulder ne s'était jamais vraiment remis de son hyperactivité cérébrale et qu'il était mourant. Il soupçonne Mulder d'avoir mis en scène sa disparition. Quand les Lone Gunmen trouvent des traces d'intenses activités ufologiques dans la région de Clifton, dans l'Arizona, Scully comprend que les extraterrestres recherchent Gibson Praise. Parallèlement, Doggett est mis sur la piste de Praise par un dossier qui lui parvient anonymement. Il parvient à le localiser et arrive à son école juste avant Scully et Skinner, partis eux aussi à sa recherche. Praise prend la fuite et part dans le désert avec une personne qui s'avère être Mulder quand tous deux sont rattrapés par Doggett.

### Deuxième partie
Doggett oblige Mulder à lâcher Praise sous la menace d'une arme. Cependant, Mulder refuse de se rendre et se laisse volontairement tomber du haut d'une falaise. Son corps n'est toutefois pas retrouvé, et Scully comprend alors que c'est un chasseur de primes extraterrestre polymorphe qui a pris l'apparence de Mulder. L'extraterrestre continue de chercher Praise, à nouveau en fuite, tout comme Doggett et son équipe. De son côté, Scully suit dans le désert Thea Sprecher, une écolière amie avec Praise, et retrouve Praise qui, blessé à la jambe, se terre dans une cachette souterraine. Doggett se fait réprimander par Kersh pour avoir laissé filer Mulder, et Skinner comprend alors que Kersh cherche à ce que Doggett échoue. Pendant ce temps, l’extraterrestre prend l’apparence de Scully mais doit prendre la fuite au retour de cette dernière.
Scully et Skinner reviennent chercher Praise, et Skinner le conduit à l'hôpital pendant que Scully continue à chercher Mulder. Elle est rejointe par Doggett, qui lui révèle avoir fait suivre Skinner par des agents à son insu. Scully, persuadée que le chasseur de primes extraterrestre s'est glissé parmi ces agents, part pour l'hôpital avec Doggett. Tous deux découvrent alors que Praise n'est plus dans sa chambre. Pendant que Doggett trouve Skinner assommé, Scully est confrontée à l'extraterrestre qui a pris l'apparence de Skinner. Celui-ci attaque Scully mais elle parvient à le tuer en lui tirant dessus à la base de la nuque. Après avoir remis son rapport à Kersh, Doggett est assigné aux affaires non classées avec Scully. Mulder est quant à lui toujours soumis à des expériences dans un vaisseau spatial.

## Distribution
- David Duchovny : Fox Mulder
- Gillian Anderson : Dana Scully
- Robert Patrick : John Doggett
- Mitch Pileggi : Walter Skinner
- James Pickens Jr. : Alvin Kersh
- Kirk B. R. Woller : l'agent Gene Crane
- Jeff Gulka : Gibson Praise
- Marc Gomes : l'agent Danny Mosley
- Christine Firkins : Thea Sprecher
- Tom Braidwood : Melvin Frohike (première partie seulement)
- Dean Haglund : Richard Langly (première partie seulement)
- Bruce Harwood : John Fitzgerald Byers (première partie seulement)
- Brian Thompson : le chasseur de primes extraterrestre (deuxième partie seulement)
- Sal Landi : l'agent Landau (deuxième partie seulement)

## Production

### Préproduction
X-Files ayant finalement été renouvelée par la Fox, celle-ci conclut un accord avec David Duchovny, qui accepte d'apparaître dans onze épisodes, dont six à temps plein, de la nouvelle saison. Pour prendre la place laissée vacante de Mulder, Chris Carter introduit un nouveau personnage, John Doggett. Le nom du personnage est un hommage à Jerry Doggett, qui était le co-commentateur des matches de l'équipe de baseball des Dodgers de Los Angeles pendant l'enfance de Carter. Une centaine d'acteurs auditionnent pour le rôle mais seulement une dizaine, dont Hart Bochner, Bruce Campbell, Robert Patrick et Lou Diamond Phillips, sont considérés comme des candidats sérieux. Campbell ayant dû décliner en raison d'autres engagements, c'est Patrick qui est finalement choisi en juillet 2000, les responsables de la chaîne estimant que son rôle dans Terminator 2 va attirer le public masculin de 18 à 35 ans.
Chris Carter écrit la scène où Scully jette un verre d'eau à la figure de Doggett car il est conscient que ce nouveau personnage va être accueilli avec hostilité par une partie des fans de la série. Cette scène est même la première de l'épisode à être filmée, dans le but de préparer l'acteur à cet accueil. Le scénario ne révèle pas le nom de la personne inconnue qui glisse le dossier de Gibson Praise sous la porte du bureau de Doggett mais Carter apprend par la suite au réalisateur Kim Manners qu'il s'agit d'Alvin Kersh. Les motifs des actions de Kersh ne seront connus que lors de l'épisode Nouvelle Génération.

### Tournage
Kim Manners estime que l'arrivée de Robert Patrick a apporté une « nouvelle énergie » à la série en la sortant de sa routine. Le réalisateur refuse de révéler à l'acteur le nom de la personne ayant anonymement lancé son personnage sur la piste de Praise afin de l'aider dans son interprétation. Il lui fait même croire qu'il ne l'apprécie pas afin de le dérouter encore plus, ne lui disant la vérité qu'à la fin du tournage. Par ailleurs, la femme de Patrick accouche pendant le tournage.
La fin de la première partie de l'épisode ainsi que la majeure partie de la deuxième sont filmées en extérieur à Split Mountain, dans le Parc d'État d'Anza-Borrego Desert, sous une chaleur suffocante. Les roches du désert sont d'ailleurs tellement brûlantes qu'il faut installer David Duchovny sur une couverture couleur pierre pour la scène où il est allongé au sol après sa chute de la falaise. L'équipe de décoration doit pour la première fois concevoir l'intérieur d'un vaisseau spatial et opte pour un décor low-tech avec des éléments en pierre et en fer et en récupérant un fond de décor du film Alien. Jim Engh, un technicien de plateau, meurt électrocuté et six autres personnes sont blessés lorsqu'une ligne électrique touche l'échafaudage sur lequel ils se trouvaient. L'épisode lui est dédié.
Le générique est changé pour la première fois depuis le début de la série à l'occasion de cet épisode. Les images des badges de Mulder et Scully sont actualisées, d'autres images sont modifiées, suggérant la grossesse de Scully et montrant Mulder tombant à l'intérieur d'un œil ouvert, alors que le nom de Robert Patrick est ajouté à la distribution principale. Mark Snow compose pour cet épisode un nouveau thème musical qui accompagne Scully et évoque sa solitude après la perte de Mulder. Une fois la postproduction terminée, Chris Carter organise en avant-première une projection des deux épisodes en format cinéma à l'Academy of Television Arts and Sciences.

## Accueil

### Audiences
Lors de sa première diffusion aux États-Unis, la première partie de l'épisode réalise un score de 9,5 sur l'échelle de Nielsen, avec 13 % de parts de marché, et est regardée par 15,90 millions de téléspectateurs. La deuxième partie obtient quant à elle un score de 9, avec 13 % de parts de marché, et est suivie par 15,10 millions de téléspectateurs.

### Accueil critique
L'épisode reçoit un accueil globalement favorable de la critique. Dans leur livre sur la série, Robert Shearman et Lars Pearson donnent respectivement aux deux parties les notes de 4/5 et 5/5. Ken Tucker, d'Entertainment Weekly, lui donne la note de A-. Zack Handlen, du site The A.V. Club, lui donne la note de B+.
Parmi les critiques mitigées, Paula Vitaris, de Cinefantastique, lui donne la note de 2/4.
En France, le site Le Monde des Avengers lui donne la note de 3/4. Pour le site Daily Mars, c'est une « redéfinition de la série plutôt brillante, qui cherche à développer émotion et atmosphère, au plus près de ses personnages ».

### Distinctions
En 2001, l'épisode remporte l'Art Directors Guild Award des meilleurs décors pour une série télévisée.